# Solitas gruveli
Solitas gruveli är en fiskart som först beskrevs av Pellegrin, 1905.  Solitas gruveli ingår i släktet Solitas och familjen Platycephalidae. Inga underarter finns listade i Catalogue of Life.